# ديفيد ويل
ديفيد ويل (بالإنجليزية: David Will)‏ هو لاعب كرة قدم ومدرب كرة قدم بريطاني، ولد في 20 نوفمبر 1936، وتوفي في 25 سبتمبر 2009 بسبب سرطان.